# Xantes Mariales
Xantes Mariales, né vers 1580 à Venise et mort dans cette même ville le 17 avril 1660, est un théologien dominicain italien.

## Biographie
Issu d’une famille noble vénitienne, il entra dans le couvent dominicain de San Giovanni e San Paolo de Venise. Envoyé en Espagne pour ses études. Il retourna ensuite en Italie, et enseigne la philosophie et la théologie à Venise ainsi qu’à Padoue, où il fut à trois reprises régent des études au studium dominicain. À deux reprises, il fut exilé par le Sénat de Venise, en raison de ses positions trop favorables au pape, et se réfugia à Milan, Ferrare et Bologne. À partir de 1624, il mène une vie retirée à Venise. Commentateur de Thomas d'Aquin, il fut l’un des premiers à tenter un catalogue complet de tous les écrivains “thomistes” à l’époque moderne. Il polémiqua avec les scotistes et suscita une réponse du hyéronimite Giordano Moscatelli.

## Œuvres
- Controversiae ad universam summam theologiae S. Thomae Aquinatis nec non ad quatuor libros Mag. Sententiarum, in quibus postremo Scotistarum perillustris schola cum thomistica quoad fieri potest conciliantur : Scoti doctrina, ubi ab Aquinate dissidet, mira facilitate explicatur atque defenditur vindicaturque a calumniis, Venetiis, apud Franciscum Bolzetam, 1624 ;
- Biblioteca interpretum ad universam Summam theologiae divi Thomae Aquinatis Ecclesiae Doctoris. Hoc est solers examen universorum, quae a scriptoribus quibuscunque tum antiquis, tum recentibus ad scholasticam theologiam hactenus evulgata sunt, Venetiis, sumptibus Combi et La Nou, 1638 ;
- Amplissimum artium scientiarumque omnium amphitheatrum, hoc est de rebus universis celeberrimae quaestiones disputatae ab orbis oraculo D. Thomae Aquinatis Ecclesiae Doctore, Bononiae, ex typographia H. de Ducijs, 1658, 2 vols